# Robert M. Parker Jr.

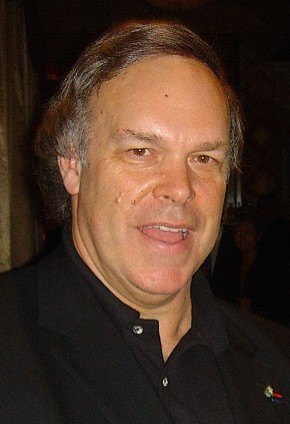
Robert M. Parker Jr., 2005

Robert M. Parker Jr. (ur. 23 lipca 1947) – amerykański prawnik i wydawca, jeden z najbardziej wpływowych krytyków wina. 
Robert Parker urodził się w Baltimore w stanie Maryland. Skończył z wyróżnieniem historię na University of Maryland, College Park, na którym uzyskał także tytuł doktora praw. Przez ponad dziesięć lat pracował jako adwokat w Farm Credit Banks of Baltimore, skąd odszedł w marcu 1984, by całkowicie poświęcić się pisaniu o winach. 
Już w 1978 roku zaczął wydawać newsletter o nazwie The Baltimore-Washington Wine Advocate, rychło przemianowany po prostu na The Wine Advocate. Początkowo pismo miało 600 subskrybentów. Rozgłos uzyskał w 1982 roku, gdy wina z Bordeaux z tego rocznika uznał za wyśmienite, w przeciwieństwie do wielu innych krytyków, określających go jako zbyt mało kwaskowy i dojrzały. Choć spór trwa do dziś, ceny rynkowe tego rocznika są wyraźnie wyższe, niż pozostałych. 
Obecnie The Wine Advocate ma ponad 40 000 prenumeratorów, przede wszystkim w Stanach Zjednoczonych, ale także w 37. innych krajach. W związku z tym ma także ogromny wpływ na rynek wina. Zdaniem krytyka wina z New York Timesa, Franka Priala, „Robert M. Parker Jr. to najbardziej wpływowy krytyk wina na świecie."

## Wpływ na rynek wina
Największy, a zarazem najbardziej kontrowersyjny, wpływ Parkera na rynek wina wywarł jego 100-punktowy system rankingowy. Każde wino może uzyskać od 50 do 100 punktów - za kolor, wygląd, bukiet, smak, długość, potencjał. W wielu sklepach w Stanach Zjednoczonych na półkach z winem podawany jest wynik z rankingu Parkera. Wina, które uzyskują rezultat w przedziale 90-95, uważane są za „wybitne” i ich sprzedaż zdecydowanie rośnie (wraz z ceną), podczas gdy wina ocenione na 75-79 („ponadprzeciętne”), a nawet 80-89 („bardzo dobre”) mają kłopoty ze sprzedażą. 
Parker wydaje także co roku przewodniki po winach, w których zazwyczaj większość uwagi poświęca winom z Bordeaux, których jest znanym miłośnikiem. Na 1600 stron zaledwie dwa paragrafy poświęca winom z całej Afryki Południowej.